# Bedicó
Bedicó es una localidad del municipio de Cartes (Cantabria, España). Está situada a 144 metros de altitud sobre el nivel del mar, en la cumbre de una montaña. Es un núcleo poco poblado, con 41 habitantes en el año 2008 (INE). Está a 2,4 kilómetros de la capital municipal. Su nombre deriva del latín bedis, que significa camino y de Coo que es un pueblo cercano y paso importante para los peregrinos de la costa hacia Santo Toribio de Liébana, siendo ésta una ruta oportuna en la Edad Media. 
En la «cuevona» de Bedicó se encontraron testimonios de asentamientos prehistóricos pertenecientes al Paleolítico Medio. Esta aldea se incluyó en el primer ayuntamiento constitucional de Cartes, formado durante el Trienio Liberal (1821-1823). De su patrimonio destaca la presencia de una típica casa solariega del siglo XVII construida en sillería, alzada entre dos cortavientos con dos plantas y solana.
Sus principales actividades económicas son la ganadería y la agricultura aunque en tiempos pasados el principal sustento de los vecinos derivaba del trabajo en la cercana mina de Asturiana de Zinc, ya cerrada, en el vecino municipio de Reocín.
- Datos: Q5724458